# Synchronkabel

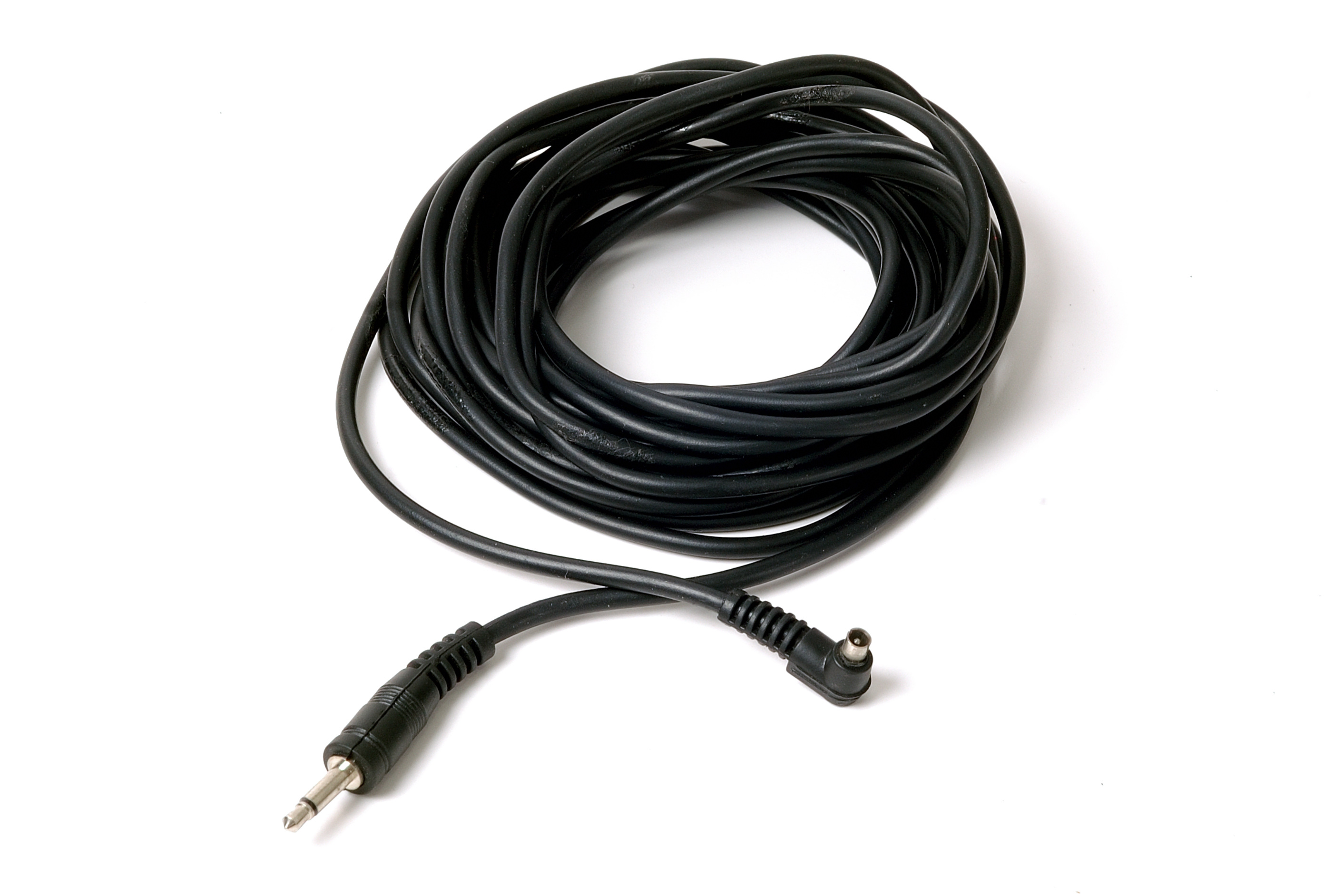
Synchronkabel für Blitzanlage

Ein Synchronkabel dient in der Fotografie zur Verbindung eines Fotoapparates mit einem Blitzlichtgerät. Es überträgt das Auslösesignal an das angeschlossene Blitzlicht.
Moderne Kameras benötigen auf den Kameratyp abgestimmte Kabel, um alle Automatikfunktionen auszunutzen.

## Alternativen
Optische oder auf Funk basierende Systeme können bei entfesselten Blitzen das Synchronkabel ersetzen.